# ライダー・スカイ
ライダー・スカイ（Ryder Skye 1987年10月13日- ）は、アメリカ合衆国のポルノ女優。カリフォルニア州ロサンゼルス出身。